# Suits (album)
Suits è il quarto album in studio del cantante britannico Fish, pubblicato nel 1994 dalla Dick Bros Record Company.

## Tracce
1. "Mr 1470" (Fish, Paterson, Boult) – 06:04
2. "Lady Let It Lie" (Dick, Paton, Cassidy) – 06:53
3. "Emperor's Song" (Dick, Cassidy/Boult) – 06:18
4. "Fortunes Of War" (Dick, Cassidy, Boult) – 07:50
5. "Somebody Special" (Dick, Boult, Paton) – 05:22
6. "No Dummy" (Dick, Cassidy, Boult) – 06:16
7. "Pipeline" (Dick, Paton, Boult) – 06:43
8. "Jumpsuit City" (Dick, Cassidy, Boult) – 06:49
9. "Bandwagon" (Dick, Paton, Boult, Paterson, Wilkinson) – 05:07
10. "Raw Meat" (Dick, Paterson) – 07:17

### Remastered edition
1. "Black Canal" (Dick, Paterson) – 08:26
2. "Out Of My Life" (Dick, Boult) – 03:45

## Formazione
- Fish – voce
- Robin Boult – chitarra
- James Cassidy – tastiera
- Marc Duff – flauto
- Charlie McKerron – fiati
- David Murray – bagpipes
- Foster Paterson – tastiera, cori
- Brian Jelliman  -tastiera, cori
- David Paton – basso, cori
- Fraser Spiers – armonica
- Frank Usher – chitarra
- Kevin Wilkinson – percussioni, batteria
- Lorna Bannon – cori